# Burlina
La burlina est une race bovine italienne.

## Origine

### Géographique
Elle provient des préalpes de Vénétie et est élevée dans les provinces de Trévise, Vérone et Vicence. 

### Génétique
Les spécialistes ont émis deux hypothèses sur son origine. 
Sa ressemblance avec le type des races bovines du littoral de la mer du Nord, en particulier à la jutland. Elle proviendrait alors reste du bétail des Cimbres, peuple germanique qui a traversé l'Europe depuis le Danemark au Ier siècle av. J.C. avant d'être décimé dans cette région. 
La seconde hypothèse serait une provenance asiatique : des bovins venus de Russie et du Caucase ont été apportés dans les Balkans où un brassage génétique a eu lieu. Les marchands vénitiens auraient ensuite rapporté des animaux dans leur région d'origine. 
Les caractéristiques de la race actuelle étaient déjà décrits en 1800. Ses capacités de mixité lait-viande en ont fait la race locale prépondérante.

### Effectifs
Majoritaire jusque dans les années 1930, la race comptait alors 15 000 têtes de bétail. Par la suite, des croisements avec la frisona, version italienne de la holstein internationale, ont failli faire disparaître la burlina. Lors de son inscription sur la liste des races en danger d'extinction en 1985, année de création du livre généalogique, il restait environ 330 individus, puis 219 en 1991. Le travail de préservation a ensuite porté ses fruits et les effectifs sont stabilisés autour de 700 animaux depuis 2005. À partir de 2001, un programme de cryoconservation d'embryons et de semence de taureaux a été initié.

## Morphologie
Elle porte une robe pie noire. Les pattes et le fouet de la queue sont blancs. La tête est noire avec une étoile blanche sur le front. Les cornes sont courtes et les muqueuses grises. 
Elle est de petite taille: la vache mesure 120 cm pour 400 kg et le taureau 125 cm pour 450 kg.  

## Aptitudes
Elle est classée mixte. Sa production laitière moyenne est de 4 000 kg sur une lactation de 230 jours, avec une proportion de matière grasse de 3,56 %. 
Elle est rustique qui donne un lait riche sur des territoires montagneux où elle tire bien parti des maigres pâturages. Elle est traditionnellement conduite en stabulation hivernale et plein air intégral à l'alpage durant la belle saison. La vache est précoce et productive sur une durée moyenne de 10 ans. Elle donne des carcasses de 300 kg, permettant de bien valoriser les vaches de réforme.

## Sources